# NGC 4582
NGC 4582 је појединачна звезда у сазвежђу Девица која се налази на NGC листи објеката дубоког неба.
Деклинација објекта је + 0° 11' 0" а ректасцензија 12h 38m 10,1s. Привидна величина (магнитуда) објекта NGC 4582 износи 12,3 а фотографска магнитуда 13,4.